# Горний Криж
Горний Криж (словен. Gornji Križ) — поселення в общині Жужемберк, регіон Південно-Східна Словенія, Словенія. Висота над рівнем моря: 340,6 м.